# Henri de Boulainvilliers
Anne Gabriel Henri Bernard, markiz de Boulainvilliers fr: an gabʀiɛl ɑ̃ʀi bɛʀnaʀ markiz də bulɛ̃:vilie (ur. 21 października 1658 w Saint-Saire (Normandia), zm. 23 stycznia 1722 w Paryżu) – francuski historyk, a także konserwatywno-arystokratyczny filozof i pisarz. De Boulainvillers był autorem tezy głoszącej, że szlachta francuska, czyli starożytni Frankowie to jedyni prawdziwi Francuzi. Według niego podbili oni „niewolniczo myślących” Galów i w przeciwieństwie do nich mieli tradycje wolności, którą chcieli zniszczyć królowie francuscy, zwłaszcza Burbonowie wprowadzając absolutyzm. Henri de Boulainvillers był najważniejszym z tak zwanych neofeudałów francuskich będących zwolennikami przewodniej roli szlachty w społeczeństwie francuskim.

## Dzieła
Boulainvilliers napisał wiele dzieł historycznych (opublikowanych po jego śmierci), najważniejsze z nich to:
- Histoire de l'ancien gouvernement de la France (Haga, 1727)
- Etat de la France, avec des memoires sur l'ancien gouvernement (London, 1727)
- Histoire de la pairie de France (London, 1753)
- Histoire des Arabes (1731).
- Essais sur la noblesse de France, contenans une dissertation sur son origine & abaissement. Avec des notes historiques, Critiques et Politiques ; Un projet de Dissertation sur les premiers Français & leurs Colonies ; et un Supplément aux notes par forme de Dictionnaire pour la Noblesse. Amsterdam, Rouen, 1732.
- Analyse du Traité Théologi-politique de Spinoza, par le comte de Boulainvilliers. Londres, 1767.